# Prievaly
Prievaly este o comună slovacă, aflată în districtul Senica din regiunea Trnava. Localitatea se află la altitudinea de 245 m deasupra n.m., se întinde pe o suprafață de 15,01 km2 și în 2017 număra 1.006 locuitori.

## Istoric
Localitatea Prievaly este atestată documentar din 1439.

## Demografie
| An:                | 1994 | 2004   | 2014   | 2024   |
| ------------------ | ---- | ------ | ------ | ------ |
| Număr de persoane: | 927  | 906    | 996    | 941    |
| Diferență:         |      | −2,26% | +9,93% | −5,52% |

| An:                | 2023 | 2024   |
| ------------------ | ---- | ------ |
| Număr de persoane: | 933  | 941    |
| Diferență:         |      | +0,85% |